# 大相撲令和3年9月場所
大相撲令和3年9月場所（おおずもうれいわさんねん9がつばしょ）は、2021年（令和3年）9月12日から9月26日までの15日間、東京都墨田区の国技館（両国国技館）で開催された大相撲本場所である。

## 概要
新型コロナウイルス感染症（COVID-19）流行に伴い、先場所の7月場所に続いて、人数制限をかけての開催となった。
9月場所に関する時系列
- 7月21日 - 九月場所の番付編成会議を開催、照ノ富士の横綱昇進、北青鵬・朝志雄の新十両昇進などを決定。
- 7月30日 - 日本相撲協会が理事会を開き、貴源治を懲戒解雇処分とすることを決定[2]。
- 8月30日 - 番付発表。入幕力士は1人に留まり、1999年7月場所以来の少なさになった[3]。西十両9枚目は貴源治の懲戒解雇に伴い空位とされた[4]。
- 9月1日 - 宮城野部屋所属の新十両・北青鵬の新型コロナウイルス感染が判明[5]。
- 9月5日 - 1日の感染判明に伴い、全協会員のPCR検査を実施[6]。
- 9月6日 - 前日の検査の結果、新たに同部屋の幕下力士1名の感染が判明[6]。これに伴い、横綱白鵬を含む、同部屋所属の全力士の秋場所全休を発表[6]。
- 9月15日 -西前頭13枚目・剣翔の休場発表[7]。
- 9月16日 -東前頭筆頭・豊昇龍、東前頭2枚目・北勝富士の休場発表[8] [9]。
- 9月21日 - 西前頭3枚目・琴ノ若が休場を発表[10]。
- 9月23日 - 東小結・髙安が休場を発表[11]。

## 番付・星取表

### 幕内
| 東方     | 東方       | 東方     | 番付   | 西方     | 西方      | 西方                |
| 備考     | 成績       | 力士名   | 番付   | 力士名   | 成績      | 備考                |
| -------- | ---------- | -------- | ------ | -------- | --------- | ------------------- |
|          | 全休       | 白鵬     | 横綱   | 照ノ富士 | 13勝2敗   | 新横綱 幕内最高優勝 |
|          | 8勝7敗     | 正代     | 大関   | 貴景勝   | 8勝7敗    | カド番              |
|          | 9勝6敗     | 御嶽海   | 関脇   | 明生     | 8勝7敗    | 新関脇              |
|          | 全休       | 朝乃山   | 関脇   |          |           |                     |
|          | 4勝8敗3休  | 髙安     | 小結   | 逸ノ城   | 8勝7敗    | 再小結              |
|          | 5勝8敗2休  | 豊昇龍   | 前頭1  | 隆の勝   | 7勝8敗    |                     |
|          | 2勝3敗10休 | 北勝富士 | 前頭2  | 霧馬山   | 9勝6敗    |                     |
|          | 9勝6敗     | 若隆景   | 前頭3  | 琴ノ若   | 3勝6敗6休 |                     |
|          | 6勝9敗     | 玉鷲     | 前頭4  | 大栄翔   | 10勝5敗   | 殊勲賞              |
|          | 5勝10敗    | 千代翔馬 | 前頭5  | 宝富士   | 8勝7敗    |                     |
|          | 7勝8敗     | 宇良     | 前頭6  | 阿武咲   | 10勝5敗   |                     |
|          | 8勝7敗     | 志摩ノ海 | 前頭7  | 照強     | 5勝10敗   |                     |
|          | 10勝5敗    | 隠岐の海 | 前頭8  | 翔猿     | 7勝8敗    |                     |
|          | 7勝8敗     | 碧山     | 前頭9  | 英乃海   | 7勝8敗    |                     |
|          | 7勝8敗     | 千代大龍 | 前頭10 | 妙義龍   | 11勝4敗   | 技能賞 優勝次点     |
| 優勝次点 | 11勝4敗    | 遠藤     | 前頭11 | 琴恵光   | 8勝7敗    |                     |
|          | 全休       | 石浦     | 前頭12 | 栃ノ心   | 7勝8敗    |                     |
|          | 7勝8敗     | 輝       | 前頭13 | 剣翔     | 5勝10敗   |                     |
|          | 6勝9敗     | 魁聖     | 前頭14 | 豊山     | 8勝7敗    | 再入幕              |
|          | 4勝11敗    | 一山本   | 前頭15 | 千代ノ皇 | 4勝11敗   |                     |
|          | 8勝7敗     | 千代丸   | 前頭16 | 德勝龍   | 4勝11敗   |                     |
|          | 9勝6敗     | 千代の国 | 前頭17 |          |           |                     |

### 十両
| 東方     | 東方      | 東方   | 番付   | 西方     | 西方      | 西方   |
| 備考     | 成績      | 力士名 | 番付   | 力士名   | 成績      | 備考   |
| -------- | --------- | ------ | ------ | -------- | --------- | ------ |
|          | 2勝7敗6休 | 水戸龍 | 十両1  | 天空海   | 9勝6敗    |        |
|          | 7勝8敗    | 大奄美 | 十両2  | 旭大星   | 2勝4敗9休 |        |
|          | 8勝7敗    | 若元春 | 十両3  | 佐田の海 | 10勝5敗   |        |
|          | 10勝5敗   | 松鳳山 | 十両4  | 魁勝     | 8勝7敗    |        |
| 十両優勝 | 13勝2敗   | 阿炎   | 十両5  | 武将山   | 8勝7敗    |        |
|          | 7勝8敗    | 王鵬   | 十両6  | 白鷹山   | 4勝11敗   |        |
|          | 9勝6敗    | 大翔丸 | 十両7  | 東白龍   | 4勝11敗   |        |
|          | 5勝10敗   | 東龍   | 十両8  | 琴勝峰   | 9勝6敗    |        |
|          | 10勝5敗   | 錦富士 | 十両9  |          |           |        |
|          | 7勝8敗    | 矢後   | 十両10 | 錦木     | 10勝5敗   |        |
|          | 全休      | 炎鵬   | 十両11 | 翠富士   | 8勝7敗    |        |
|          | 6勝9敗    | 旭秀鵬 | 十両12 | 北青鵬   | 全休      | 新十両 |
|          | 3勝12敗   | 貴健斗 | 十両13 | 朝志雄   | 1勝14敗   | 新十両 |
| 再十両   | 9勝6敗    | 美ノ海 | 十両14 | 大翔鵬   | 11勝4敗   |        |

※ 赤文字は優勝力士の成績。

## 優勝争い
新横綱・照ノ富士が初日から8連勝で勝ち越し。それを1敗で平幕の妙義龍、2敗で関脇・御嶽海、平幕・阿武咲、隠岐の海、遠藤、千代の国らが追っていた。
9日目に照ノ富士は大栄翔に敗れ、初金星を献上。同日には妙義龍も敗れたため、星の差は変わらなかった。
12日目に、照ノ富士は関脇・明生に敗れ、2敗目を喫する。同日に妙義龍が輝に敗れ3敗目となり、2敗の照ノ富士を3敗で阿武咲、隠岐の海、妙義龍、遠藤の平幕4人が追う形となった。
13日目には、照ノ富士が御嶽海を破り2敗をキープした。追う平幕勢は、遠藤が霧馬山を破り3敗をキープ。隠岐の海は小結・逸ノ城に敗れ4敗目となった。妙義龍は過去13戦全敗と合口の悪い大関・貴景勝を土俵際のすくい投げで破り、3敗を守る。阿武咲は大関・正代を破り、こちらも3敗を守った。
14日目には、遠藤は逸ノ城に、阿武咲も明生に敗れ、揃って4敗に後退。一方、妙義龍は正代を会心の相撲で破り、3敗をキープ。照ノ富士は貴景勝を上手投げで破り、2敗を守ったことにより、優勝は2敗の照ノ富士、3敗の妙義龍に絞られた。
千秋楽、妙義龍は勝ち越しをかける関脇・明生に挑むも、肩透かしで敗れ、4敗に後退。この時点で照ノ富士の幕内最高優勝が決まった。照ノ富士は千秋楽結びの一番で正代を破り、13勝2敗で場所を終えた。

## 備考
- 照ノ富士は稀勢の里以来、史上9人目の新横綱優勝を果たした。
- 三賞は、殊勲賞は照ノ富士を破った大栄翔、技能賞は妙義龍が受賞した。
- その他、千秋楽の勝利を条件に阿武咲が敢闘賞、優勝を条件に妙義龍が殊勲賞に選ばれていたが、共に本割で敗れた為、受賞とはならなかった。
- 妙義龍の三賞受賞は2013年夏場所以来、49場所ぶりの受賞となった。これは歴代3番目に長い受賞間隔となった。
- 角番であった貴景勝は初日から3連敗を喫するも、その後白星を並べ、12日目に勝ち越しを決め、角番を脱した。角番の大関が初日から3連敗をしながらも勝ち越したのは史上初のことであった。
- この場所の13日目に照ノ富士が勝利し、2021年の勝利数が60勝に達したことにより、年間最多勝が確定した。この時点で次点の正代と御嶽海が43勝であったためである。秋場所13日目での受賞確定は2005年の朝青龍、2010年の白鵬に並ぶ史上最速タイ記録であった。また翌日も照ノ富士は勝利したことにより、単独での年間最多勝も確定した。
- 十両は阿炎が序盤で2敗を喫するも、その後連勝し、14日目に十両優勝を決めた。
- 白鵬は同部屋の力士が新型コロナウイルスに感染したことにより、濃厚接触者の恐れがありとして全休を余儀なくされていたが、場所後の9月30日に引退した。